# Gastein Ladies 2012
Gastein Ladies 2012 — професійний тенісний турнір, що проходив на кортах з ґрунтовим покриттям. Це був шостий за ліком турнір. Належав до Туру WTA 2012. Відбувся в Бад-Гастайні (Австрія). Тривав з 9 до 17 червня 2012 року.

## Учасниці основної сітки в одиночному розряді

### Сіяні учасниці
| Країна    | Гравчиня             | Рейтинг1 | Сіяна |
| --------- | -------------------- | -------- | ----- |
| Німеччина | Юлія Гергес          | 27       | 1     |
| Бельгія   | Яніна Вікмаєр        | 35       | 2     |
| Казахстан | Ксенія Первак        | 40       | 3     |
| Іспанія   | Карла Суарес Наварро | 46       | 4     |
| Хорватія  | Петра Мартич         | 50       | 5     |
| Румунія   | Ірина-Камелія Бегу   | 59       | 6     |
| Франція   | Алізе Корне          | 66       | 7     |
| Швеція    | Юганна Ларссон       | 80       | 8     |

- 1 Рейтинг подано станом на 28 травня 2012

### Інші учасниці
Нижче наведено учасниць, які отримали вайлдкард на участь в основній сітці:
- Барбара Гаас
- Ніколь Роттманн
- Яніна Вікмаєр

Нижче наведено гравчинь, які пробились в основну сітку через стадію кваліфікації:
- Яна Чепелова
- Дія Евтімова
- Рішель Гогеркамп
- Чічі Шолл

### Відмовились від участі
- Сара Еррані (втома)
- Полона Герцог
- Сільвія Солер-Еспіноса
- Александра Возняк

## Учасниці основної сітки в парному розряді

### Сіяні пари
| Країна    | Гравчиня             | Країна     | Гравчиня       | Рейтинг1 | Сіяна |
| --------- | -------------------- | ---------- | -------------- | -------- | ----- |
| Німеччина | Анна-Лена Гренефельд | Хорватія   | Петра Мартич   | 105      | 1     |
| Румунія   | Ірина-Камелія Бегу   | Люксембург | Менді Мінелла  | 120      | 2     |
| Чехія     | Ева Бірнерова        | Франція    | Алізе Корне    | 134      | 3     |
| США       | Джилл Крейбас        | Німеччина  | Юлія Гергес    | 162      | 4     |
| Хорватія  | Дарія Юрак           | Угорщина   | Каталін Мароші | 181      | 5     |

- 1 Рейтинг подано станом на 28 травня 2012

### Інші учасниці
Нижче наведено пари, які отримали вайлдкард на участь в основній сітці:
- Барбара Гаас /  Яніна Тольян
- Ївонна Нойвірт /  Ніколь Роттманн

Наведені нижче пари отримали місце як заміна:
- Гана Бірнерова /  Рішель Гогеркамп

### Відмовились від участі
- Ева Бірнерова (травма правого стегна)

## Переможниці та фіналістки

### Одиночний розряд
- Алізе Корне —  Яніна Вікмаєр, 7–5, 7–6(7–1)

### Парний розряд
Джилл Крейбас /  Юлія Гергес —  Анна-Лена Гренефельд /  Петра Мартич, 6–7(4–7), 6–4, [11–9]